# ديفيد كاماو
ديفيد كاماو (بالإنجليزية: David Kamau) مواليد 4 أغسطس 1965 في فينتورا، هو ملاكم محترف كيني يصنف ضمن فئة الوزن المتوسط.

## إحصائيات
خاض خلال مسيرته 34 نزالا، فاز في 30 ولم يتعادل وخسر في 4. فاز بالضربة القاضية في 22 نزالا.

## روابط خارجية
- ديفيد كاماو على موقع بوكس ريك (الإنجليزية) (registration required)
- ديفيد كاماو على موقع اللجنة الأولمبية الدولية (الإنجليزية)
- ديفيد كاماو على موقع أوليمبيديا (الإنجليزية)